# Beatriz González (artista)
Beatriz González (Bucaramanga, 16 de noviembre de 1932) es una artista colombiana. Su obra expresada a través del dibujo, gráfica y la escultura trata asuntos relacionados con el entorno histórico y cultural colombiano. Basándose en muchos casos en el trabajo fotográfico de los reporteros gráficos la artista desarrolla una obra en la que expresa el dolor causado por la violencia y la muerte, así mismo se ha interesado en la representación de los iconos de la cultura popular, pasando por los ídolos del deporte, los políticos, los líderes religiosos y las representaciones de las culturas aborígenes y el arte precolombino.

## Biografía
Beatriz González nació en la ciudad de Bucaramanga en el año de 1932. Es la hija menor de Valentín González Rangel y Clementina Aranda Mantilla.
En 1956, viaja a Europa por primera vez. En ese mismo año, regresa a Colombia e inicia sus estudios en Arquitectura en la Universidad Nacional de Colombia. Pese a que no finaliza este pregrado, los dos años de permanencia en el programa le permitieron tomar el camino definitivo por las Artes Plásticas. Regresa a Bucaramanga en 1958.
No obstante, retorna a Bogotá en 1959 e ingresa a la Facultad de Artes de la Universidad de los Andes. En dicha institución, fue estudiante de la historiadora y crítica de arte argentina Marta Traba y del pintor español Juan Antonio Roda.

## Trayectoria
Pintora de la Universidad de los Andes con estudios en grabado de la academia de Bellas Artes de Róterdam de Róterdam.
Crítica de arte. Realizó su primera exposición individual en 1964, en el Museo de Arte Moderno de Bogotá. En 1965 un premio en el XVII Salón Nacional de Artistas de Colombia. Ha expuesto individual y colectivamente desde 1964 en Colombia, España, Venezuela, EE. UU., y Brasil. Ganadora del I Salón de pintura de Cali, del I Salón Austral y colombiano del grabado; obtuvo una mención especial el XXXIII Salón Nacional de Artistas de Colombia. Fue directora del departamento de educación del Museo de Arte Moderno de Bogotá. Se ha destacado por sus variaciones sobre pintores clásicos y sobre temas cotidianos y personajes del país. Su obra se encuentra en el Museo Nacional de Bogotá, el Museo de Arte Moderno de Bogotá, el Museo La Tertulia de Cali, el Museo de Arte de la Universidad Nacional y en otros museos de Cali, Medellín y Bucaramanga.
Ha sido curadora de exposiciones para la Biblioteca Luis Ángel Arango, el Museo de Arte Moderno y el Museo de Arte Religioso de Bogotá, además, ha sido colaboradora de la Gran enciclopedia de Colombia, asesora del Museo Nacional (1975-82) y curadora de sus colecciones de arte e historia (1990-2004). “Beatriz González –comenta la crítica de arte Ana María Escallón- pinta sobre tela, en muebles, sobre objetos; pinta cortinas, vasijas de barro, imágenes religiosas, etc., y en ellos va plasmando sus “comentarios” pictóricos, en colores planos y bajo la estructura asumida de una figuración ‘torpe’, donde queda plasmada la situación sociopolítica del país. Su irreverencia rompe tabúes, su ojo analítico destruye jerarquías. Ella es, dentro de su generación, la artista que realiza atentamente la crónica de la época, con su idiosincrasia y comportamientos propios”. El pintor Luis Caballero, a su vez, dijo: “Usted es la única que ha sido capaz de pintar a los colombianos”. Sobre su vida y su obra existe un libro de Jaime Ardila (1974).

## Política
Beatriz no ha mostrado, de manera explícita por lo menos, tener intenciones políticas. Cuando pintó a tres presidentes colombianos (Turbay, LLeras y Belisario) tocados con un penacho de plumas del indio amazónico, y otro indio amazónico auténtico, muchos interpretaron que retrataba la ineficiencia de éstos presidentes.
Pese a que Beatriz González no hace política directamente, una de sus obras más significativas en el campo de la política Colombiana es: Los Suicidas del Sisga.  En ella, la artista colombiana detallaba un momento fundamental en la historia del arte colombiano, a saber: Colombia se había convertido en tema de las artes plásticas colombianas. Es decir, no es un cuadro que deba considerarse como una denuncia social de su contexto; antes bien, era un tema plenamente plástico.

## Exposiciones
- 2018 Museo Nacional Centro de Arte Reina Sofía.  Palacio de Velázquez. Parque del Retiro. Madrid.[5]
- 2007 Arte Colombiano En La Colección Del Mambo - Años 60 – 2000  MAMBO - Museo de Arte Moderno de Bogotá, Santafé de Bogotá
- 2005 Otras Miradas - Arte Contemporáneo de Colombia  Museo de Arte de Lima, Lima  Brought to Light: Recent Acquisitions in Latin American Art  MFAH - Museum of Fine Arts, Houston, TX  Otras Miradas  Museo Nacional de Artes Visuales, Montevideo
- 2004 Inverted Utopias: Avant-Garde Art in Latin America  MFAH - Museum of Fine Arts, Houston, TX
- 2003 Maestros contemporáneos Colombianos  Galería Fernando Pradilla, Madrid
- 2002 "Backstage into view"  Galería Ruta Correa, Freiburg
- 1998 Beatriz González El Museo del Barrio, New York, NY

## Galería de imágenes

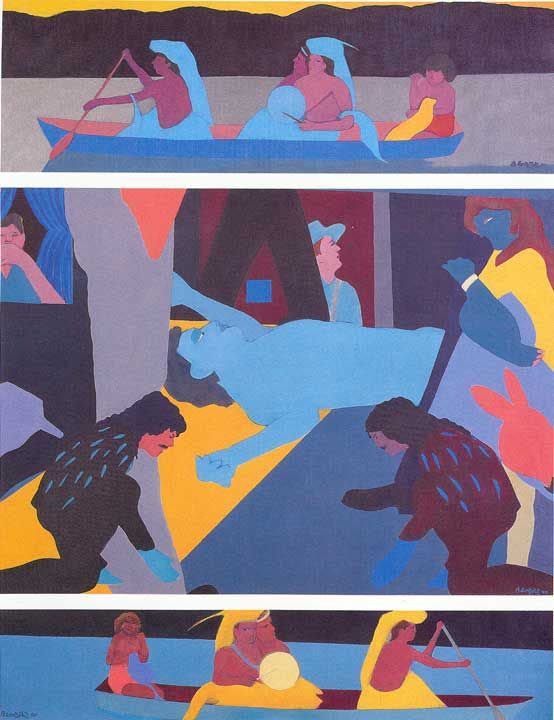
El Altar, 1990